# Port Wostocznyj
Port Wostocznyj (ros. Восто́чный порт) – intermodalny port morski na Morzu Japońskim (zatoka Nachodka) na Rosyjskim Dalekim Wschodzie. Znajduje się w dawnej miejscowości Wrangel, obecnie włączonej w granice miasta Nachodka. Funkcjonuje od 1973 roku.
Port specjalizuje się w transporcie węgla, głównie wydobytego w obwodzie kemerowskim. W 2016 roku przeładowano w nim 23,5 mln ton, co stanowi 19% całego obrotu węglem we wszystkich rosyjskich portach. Wostocznyj jest połączony z Koleją Transsyberyjską (odgałęzienie w pobliżu Władywostoku).
Port znajduje się w naturalnej zatoce Wrangel. Jest wolny od lodu cały rok. Ma 22 m głębokości i może obsługiwać statki do 180 000 DWT.